# Alejandra Guzmán
Gabriela Alejandra Guzmán Pinal (Ciudad de México, 9 de febrero de 1968) es una cantante mexicana. Ha incursionado en la actuación de telenovelas, series y programas de televisión.
Es hija del cantante de rock and roll y actor, Enrique Guzmán y de la actriz Silvia Pinal; es reconocida en Latinoamérica, Estados Unidos y Europa. Se estima que Alejandra Guzmán ha vendido más de treinta millones de discos desde su debut, lo que la convierte en una de las cantantes latinas con mayores ventas.

## Biografía
Alejandra nació el 9 de febrero de 1968 en la Ciudad de México, siendo hija de la actriz Silvia Pinal y del cantante Enrique Guzmán. Es hermana del empresario Luis Enrique Guzmán Pinal. Además de dos medios hermanos por parte de su padre Daniela y Enrique Jr. y dos más por parte de su madre Sylvia Pasquel y Viridiana Alatriste.

## Carrera artística

### Inicios
Su preparación artística fue diversa, ya que viajaba con su madre cuando ella hacía giras de las obras de teatro donde actuaba. Hizo comerciales, participó en televisión, hizo coros para bandas. Sin embargo, su madre le prohibía estar en esos proyectos pues no había terminado la preparatoria. Hizo su primera aparición televisiva a los dos meses de edad en el programa que tenían sus padres, titulado: "Silvia y Enrique". A los 8 años de edad comenzó a tomar clases de ballet, claqué y jazz. Experimentó con las bellas artes, como el baile y la pintura. Participó en novelas como Cuando los hijos se van y Tiempo de Amar, y en la obra musical Mame al lado de su madre. Conoció a la roquera mexicana Kenny, vocalista de la banda Kenny y los eléctricos y participó con ella haciendo los coros en sus presentaciones, siendo ésta quién le diera su primera oportunidad profesional y debutó en el programa Siempre en Domingo con su tema «Bye mamá».

### 1988-1989: Primeros discos,Bye mamáyDame tu amor
Tras una audición de la cantante, el productor español Miguel Blasco le produjo su primer álbum titulado Bye mamá el cual se publicó en 1988. La canción «Bye mamá», que era un grito de independencia, ocasionó el distanciamiento de Alejandra con su madre; no se hablaron durante seis meses debido a que laletra de la canción es muy fuerte. El tema «La plaga» tributo a su padre, contribuyó a que sus seguidores la identificaran como "La Guzmán".
Alejandra publicó su segundo álbum de estudio en 1989 titulado Dame tu amor, donde incluyen versiones de las canciones: «Popotitos», «La casa del sol naciente», «Satisfaction» de los Rolling Stones y una canción de Los Beatles, este disco fue grabado y lanzado casi enseguida del primero.

### 1990-1993:Eternamente bella,Flor de papelyLibre
Su tercer álbum Eternamente bella es publicado en 1990. Con un estilo más orientado al rock pero con arreglos que incluyen sección de metales y cuerdas dándole un carácter más contemporáneo que sus dos trabajos anteriores. Se introducen baladas de alta factura musical que permiten a la artista posicionarse entre diferentes tipos de público. Los sencillos de este álbum fueron: «Un grito en la noche», «Eternamente bella» y las baladas: «Llama por favor» y «Cuidado con el corazón». Eternamente bella fue uno de los discos más exitosos y vendidos de 1990, por el cual Melody le otorgó una certificación de triple disco de platino por las 750,000 copias vendidas en tan solo 8 meses. Al año de haber lanzado el disco ya había superado el millón de unidades.
En 1991 Alejandra Guzmán presenta su cuarto trabajo discográfico: Flor de papel. Temas como: «Reina de corazones», «Hacer el amor con otro», «Vivir contracorriente», y «Rosas rojas» le permitieron posicionarse dentro del ámbito latinoamericano. Todos los temas de este disco están firmados por los compositores y productores españoles José Ramón Flórez y César Valle Rojas. Con este disco, logró la nominación a los premios Grammys (norteamericanos). En tan sólo cinco meses de haberse lanzado, obtiene la certificación de doble disco de platino y un disco de oro por la venta de 600,000 unidades.
Una pausa de un año sin editar nuevo material, regresó en 1993 con su álbum Libre, firmando contrato con BMG-Ariola. En este trabajo se amalgaman canciones roqueras como «Mala hierba», «Ruge el corazón» y «Hey tú» y con baladas: «Libre», «Ángeles caídos» y «Te esperaba». Este quinto disco de Alejandra Guzmán, marca el cenit de esta primera etapa de su carrera y obtuvo ventas certificadas con triple disco de oro.

### 1994-1999:Enorme,Cambio de piel,La GuzmányAlgo natural
En 1994, presenta su sexta producción discográfica titulada Enorme. Entre las canciones pueden mencionarse: «Despertar», «Morir de amor» y «No hay nadie como tú».
Cambio de piel en 1996, constituye el séptimo álbum de la cantante. El material discográfico contiene canciones como «Quema despacio», «Recordarás» y «Como las nueces». En este álbum debuta como compositora con la canción: «Larga distancia de ansiedad» la cual está dedicada a su hija. En el año 1997 graba su primer álbum en directo, conformado por 16 canciones y donde se incluyen 3 canciones inéditas. El sencillo «No hay vacuna contra el amor» fue promocionado en radio junto con «Loca», que estuvo en los primeros lugares.
"La Guzmán" es el primer álbum en directo de Alejandra Guzmán, el cual fue grabado durante un concierto realizado en Xcaret, Quintana Roo en septiembre de 1997. "La Guzmán" es una colección de 13 de sus éxitos hasta el momento e incluye 3 canciones inéditas. Gracias a Oscar López, Alejandra tuvo la oportunidad de cantar acompañada de grandes músicos de Estados Unidos. El sencillo No hay Vacuna contra el Amor fue promocionado en radio junto con Loca, que estuvo en los primeros lugares en estados del norte de México y en países como Honduras y Perú. También canta un tema a dueto llamado Mentiras con el cantante argentino Miguel Mateos.
Con su nueva producción discográfica, Algo natural en 1999, recibe una nominación para el Grammy Latino en su primera edición. Este disco contiene 14 canciones, el compositor español Juan Carlos Calderón, fue partícipe de los siete últimos temas. La producción y arreglos contiene una variedad de ritmos y fusiones. En la canción: «Haz la guerra y el amor» de Juan Carlos Calderón, con un arreglo de metales que coquetea con el jazz.

### 2000-2006:Soy,Alejandra Guzmán En Vivo,LipstickeIndeleble
Después de cambiar de disquera firmando con BMG, gana su primer Grammy Latino, gracias a Soy, álbum donde inicia su faceta como compositora. En él se desprenden canciones como «De verdad», «Soy tu lluvia» y «Abrázame».
"Alejandra Guzmán En Vivo" es un álbum en directo de la cantante y compositora de Rock mexicana Alejandra Guzmán. Este es su segundo álbum en vivo, el cual contiene 20 canciones, de las cuales 18 son éxitos de su carrera, 1 nuevo tema en idioma inglés de Cheap Taylor y un popurrí de rock de los 70.
En 2004 Alejandra lanza su material discográfico Lipstick con su primer tema en inglés. Fue nominado en dos categorías de los Grammys.
En 2006 lanza el disco Indeleble, del cual se desprende el primer sencillo «Volver a amar» con el cual regresó a los primeros lugares en ventas y estaciones de radio. El primer día de ventas alcanzó la certificación de oro. Su segundo sencillo fue «Quiero estar contigo». Los dos sencillos mencionados alcanzaron la certificación de oro en Ringtone por las descargas en Internet. A pesar de que no hubo más sencillos, otras canciones de este disco fueron utilizadas como «Mujer» como cortinilla del programa Mujer Casos de la Vida Real y «Necesito Amarme» para la película Así del Precipicio.

### 2007-2011:Fuerza,Únicoy20 Años de Éxitos en vivo con Moderatto
En el 2007, lanza el tema «Hasta el final» incluido en su producción Fuerza lanzado en el mismo año. Los sencillos «Soy sólo un secreto», «Hasta el final» y «Mírame» alcanzaron los primeros lugares en la radio. El disco fue catalogado como disco de oro y platino.
El día 10 de noviembre de 2009, cantó en el concierto de los 40 principales realizado en el Estadio Azteca bajo el cobijo de su nuevo álbum: Único. De este disco se desprendieron los sencillos «Mentiras piadosas» y «¿Por qué no estás aquí?». El disco alcanzó la categoría de disco de oro. El 23 de enero de 2010 participa en la edición especial de Sábado Gigante titulado "Unidos por Haití", emisión dedicada a reunir fondos para la Cruz Roja y el Terremoto de Haití de 2010.
En el 2011 Alejandra Guzmán grabó un CD/DVD en vivo en el Palacio de los Deportes de Ciudad de México con Moderatto.[cita requerida] Vico C y Jenni Rivera tuvieron una participación especial en este disco. El primer sencillo es «Un grito en la noche» alcanzó los primeros lugares de popularidad. Actualmente cuenta con la certificación de oro y platino.

### 2013-2016:La Guzmán: Primera FilayA + no poder
En julio del 2013, participa en el reality show La Voz... México, en su tercera temporada; un concurso de talentos bajo la dirección de Televisa con Miguel Ángel Fox.
El día 8 de agosto de 2013, ofreció al público una mezcla de canciones inéditas y antiguas durante la grabación de su nuevo material Primera Fila, que contiene 16 canciones. La grabación se realizó el jueves 8 de agosto, en los Estudios Churubusco, contando con invitados como Robi Draco Rosa, Dani Martín, compositor, y vocalista del grupo de pop El Canto del Loco, Fonseca, Beatriz Luengo y Mario Domm. Cuenta con temas como «Cómo ladrones», «Volver a amar» y «Quítatelo» con Beatriz Luengo, «Yo no soy de nadie» a ritmo de cumbia con Fonseca, «Eternamente bella» a ritmo de bossa nova, «Yo te esperaba», «Volverte a amar» con el cantautor Mario Domm en el piano, «Hacer el amor con otro», «Mírala, míralo», «Libre», entre otros. El 8 de octubre de 2013, presenta su nuevo sencillo «Mi peor error» tema compuesto por Pablo Preciado, que es el tema de presentación para su álbum Primera Fila. En enero del 2014, el álbum obtuvo disco de platino.
En septiembre de 2015, presenta su nueva producción discográfica en estudio, después de Único, su nuevo álbum tiene por nombre A + No Poder. Este contiene temas inéditos como «Que ironía», «Esta noche» que también es el tema oficial de Parodiando Show, «Te esperaré», «Una canción de amor», «Adiós» el cual interpreta junto al reguetonero Farruko, entre otros.

### 2016-2017:Versusy Versus World Tour
En diciembre de 2016, se da a conocer a través de las redes sociales una fecha para un concierto en concepto Versus Tour en compañía de Gloria Trevi en el Staples Center, en Los Ángeles. La gira arrancó el 3 de junio de 2017 en Los Ángeles y recorrió más de 30 ciudades de los Estados Unidos. En México se realizaron varias fechas de las cuales la primera, el 22 de junio en la Arena Ciudad de México tuvo el primer Sold Out.
La Guzmán cambió de casa discográfica a Universal Music Group. Además de la gira, realizó un disco inédito en compañía de Gloria Trevi, en donde ambas compusieron temas para el mismo. Salió a la venta el 22 de junio de 2017, y cuenta con 10 canciones con fusiones urbanas, el sello roquero de Alejandra y temas grabados a dueto. Para este proyecto discográfico contaron con la producción de Armando Ávila. El 5 de mayo de 2017 sale a la venta el primer sencillo «Cuando un hombre te enamora», una canción electropop. El tema cuenta con un video producido por Alejandro Pérez que cuenta con la participación del actor Rafael Amaya. El 25 de mayo de 2017 se da a conocer a través de las plataformas digitales el segundo sencillo «Más Buena», compuesto por Fanny Lu y Edgar Barrera y con un video oficial producido por Pablo Croce.
La última fecha del Versus World Tour se llevó a cabo el 14 de abril de 2018 en Hollywood Bowl, Los Ángeles California. Adicionalmente, trabajó en una serie biográfica bajo el nombre de “La Guzmán”, además de ser preparador en el programa de La voz (Estados Unidos).

### 2018-2021:Nuevos sencillos,La Guzmán Live At The Roxyy preparación de un nuevo disco
El 12 de octubre de 2018 sale a la venta su nuevo sencillo titulado «Soy así», que es una balada que inspira a quererse y aceptarse tal cual eres. Se lanzó ese día para conmemorando que hace 30 años fue su debut y lanzamiento de su primer sencillo «La plaga». Cuenta con un vídeo producido por Pablo Croce.
Para celebrar las festividades decembrinas, Alejandra lanza, el 4 de diciembre de 2018, el tema "Así es la Navidad" el cual sirvió como promocional para Imagen TV. Esto daría pauta para que Alejandra tuviera presencia en este canal, pues en enero de 2019 se empezaría a transmitir la serie "La Guzmán" basada en su vida.
El 7 de marzo de 2019, colabora como compositora e intérprete de la canción "Cariñito Corazón", la cual se utiliza para lanzar como solista a Pipo Rodríguez, quien fuera vocalista del grupo Los Ángeles Azules.
"La Guzmán Live At The Roxy" es el sexto álbum en directo de la artista Alejandra Guzmán, contiene 24 canciones de las cuales 12 son versión en directo y 12 versión estudio. Es uno de sus álbumes más emblemáticos y característicos puesto a que rinde homenaje a las grandes canciones de rock en español (coreando temas de Andrés Calamaro, Soda Stereo, Café Tacvba, El Tri, Charly García, entre otros) incluyendo dos canciones totalmente inéditas escritas por la misma intérprete. Se lanzó el 6 de septiembre de 2019 en todo el mundo bajo el sello de Universal Music Group.
El 23 de julio de 2020, lanza su sencillo titulado «Vive y deja vivir» en colaboración con Ñengo Flow. La canción fue coescrita por la cantante y producida por el colombiano Nicolás Mayorca.[cita requerida] El videoclip animado muestra a sus protagonistas, convertidos en avatars.
En febrero de 2021, lanza «Lado oscuro», seguido de «Primera y última vez», con la cual que regresa a sus raíces rockeras. El video de «Primera y última vez» se estrena el 14 del mismo mes.
El sencillo más reciente se estrenó el 23 de septiembre de 2021, lleva como título "Quiero Más de Ti" y fue compuesto por la misma Alejandra Guzmán y  Timothy Mitchell, quien es productor de artistas como Shakira. Con esta canción Alejandra vuelve a sus orígenes, pues demuestra el poder de su gran voz muy alineada al sonido roquero.

### 2022:Lado Oscuro,Perrísimasy otras colaboraciones
Los sencillos "Lado Oscuro", "Primera y Ultima Vez" y "Quiero Más de Ti" formaran parte del nuevo disco, que tentativamente llevará por nombre "Lado oscuro", el cual se espera salga durante el segundo bimestre del 2022.
El 4 de febrero de 2022, se estrena la película "Sexo, Pudor y Lágrimas 2" por la plataforma de HBO. Alejandra participó en la banda sonora con una nueva versión del tema "Sexo, Pudor y Lágrimas", el cual fue interpretado por Aleks Syntek en 1999 para la primera parte. Dato curioso es que se había pensado en Alejandra para interpretar este tema desde aquella ocasión.
Adicional a sus proyectos de manera individual, en marzo de este mismo año, Guzmán apareció en el episodio estreno del programa de televisión musical ¡LaNoche!, producido por February Entertainment y transmitido en Estados Unidos por Univision y, junto a Paulina Rubio, y fue la primera vez en hace mucho tiempo que las dos artistas compartieron escenario. El espectáculo contó con cameos de sus madres, las actrices mexicanas Silvia Pinal y Susana Dosamantes.
De la misma manera, Alejandra volvió este año a realizar una gira tipo "Versus" pero ahora con Paulina Rubio, la cual llevó por nombre "Perrísimas". La histórica PERRÍSIMAS US TOUR 2022, en su mayoría con entradas agotadas, tomando como inicio el 15 de abril en Orlando Florida (Estados Unidos). Hay que recordar que esta gira ya se había preparado para el 2020, pero a diferencias entre las artistas y el tema de la pandemia, la gira se canceló en ese año. La gira tomó lugar en los Estados Unidos con 23 fechas pisando ciudades como Chicago, Nueva York, Miami, San Antonio, Las Vegas, entre otros y culminando el 22 de mayo en Los Ángeles. 
En julio de 2022, Guzmán inició su TUYA TOUR con un espectáculo con entradas agotadas en la Arena CDMX, junto a invitados especiales Silvia Pinal, Fey, Erik Rubín y Aleks Syntek. Hoy en día, el Tour sigue activo presentándose en varias ciudades de México, por los momentos lleva en Huamantla y San Luis Potosí. Así como también el 16, 18 y 19 de noviembre de 2022, Alejandra realizará una serie de conciertos en el Venetian Las Vegas.
El día 28 de septiembre de 2022, en una presentación en Washington, resbala y se lastima en plena función saliendo en ambulancia al hospital.

### 2023
En el 2023 Alejandra Guzmán inició su gira con nombre reynisima tour que dio una gira por todo México en las arenas más importantes Arena CDMX y la Arena MTY Cuando la reinisima del rock Alejandra Guzmán cantaba un día de suerte un fanático con nombre Josh Palacios noverola pidió matrimonio sin duda la reina del rock hace vibrar con su música.

## Carrera en televisión
Hizo su primera aparición televisiva dos meses después de haber nacido en el programa de sus padres Silvia y Enrique. Participó brevemente como actriz en telenovelas como Cuando los Hijos se Van y Tiempo de Amar; además en la obra musical Mame con su madre. Participó también en la película "Verano Peligroso", y en 1998 interpretó a la legendaria Gypsy Rose Lee en la producción mexicana de la obra musical Gypsy. El disco del reparto original del espectáculo fue grabado y estuvo disponible a la venta en el teatro. En el 2011, luego de varios años de no participar en la actuación, participa en la telenovela Una familia con suerte, haciendo el personaje de ella misma; teniendo también participación junto con su madre, la primera actriz, Silvia Pinal.
El 4 de julio de 2018, Telemundo confirmó a Alejandra Guzmán como preparador en el concurso de talentos La Voz. Guzmán se une con Luis Fonsi, Wisin y Carlos Vives como preparadores para la versión en español del programa de NBC The Voice, que se estrena al principio de 2019. En 2020 anuncia que formará parte del elenco de la segunda temporada de la serie de Amazon Prime El juego de las llaves.

## Vida privada
Anunció su embarazo, junto al empresario Pablo Moctezuma, de quién se separaría tiempo después. Finalmente, el 13 de marzo de 1992, nace su hija Frida Sofía.
En 2002, se estrecha la relación entre Alejandra y su padre, tras la operación de corazón abierto practicada a Enrique Guzmán. A fines de ese mismo año, Alejandra conoce al comerciante, Gerardo Gómez Borbolla, con quién mantendría un noviazgo, tiempo después anunció su embarazo y boda. Alejandra perdería a su bebé. Este suceso la sumergió en una depresión y alcoholismo. Tiempo después pudo rehabilitarse.
En 2007, combatió contra el cáncer de mama, después de intervenciones quirúrgicas y tratamiento, superó la enfermedad, y se convirtió en vocera de "Iniciativa Ser". Su lucha la plasmó en el tema «Hasta el final» incluido en su producción Fuerza lanzado en el mismo año.
En abril del año 2009, la Guzmán sufre un procedimiento estético erróneo que la deja en un estado de salud grave. Tras batallar por encontrar una cura a los polímeros que le fueron inyectados en los glúteos, se realizó alrededor de 22 cirugías que la tuvieron en el hospital durante seis meses.
En 2013, se realizó una prótesis de cadera.
En septiembre de 2022, durante una presentación en Washington, Estados Unidos; sufrió una fuerte caída, por lo que fue trasladada de emergencia al hospital. Se hablaba de una posible dislocación de cadera, sin embargo, ella misma descartó esto, declarando que solamente se está recuperando del golpe.

## Filmografía

### Filmografía y Participaciones en T.V
| Año       | Título                                                                                            | Personaje       | Notas |
| --------- | ------------------------------------------------------------------------------------------------- | --------------- | ----- |
| 1983      | Cuando los hijos se van                                                                           | Alejandra       |       |
| 1987      | Tiempo de amar                                                                                    | Celia           |       |
| 1991      | Verano peligroso                                                                                  | Claudia Rosadón |       |
| 2003      | La familia P.Luche                                                                                | Leonarda        |       |
| 2004      | Las 40 canciones más sucias de todos los tiempos VH1 (40 Most Awesomely Bad Dirrty Songs...Ever,) | Conductora      |       |
| 2008      | Las 100 grandiosas canciones de los 90s en español VH1                                            | Comentarista    |       |
| 2010      | ¡Mira Quien Baila!                                                                                | Juez            |       |
| 2011-2012 | Una familia con suerte                                                                            | Ella misma      |       |
| 2013      | La Voz... México                                                                                  | Preparador      |       |
| 2014-2016 | Va por ti                                                                                         | Juez            |       |
| 2016      | Parodiando                                                                                        | Madrina         |       |
| 2019      | La Voz (Estados Unidos)                                                                           | Preparador      |       |
| 2020      | La Voz (Estados Unidos)                                                                           | Preparador      |       |
| 2021      | El juego de las llaves                                                                            | Astrid          |       |
| 2023      | La Usurpadora: The Musical                                                                        |                 |       |

## Discografía
Álbumes de estudio y en Vivo
- 1988: Bye mamá[2]
- 1989: Dame tu amor[57]
- 1990: Eternamente bella[58]
- 1991: Flor de papel[59]
- 1993: Libre[9]
- 1994: Enorme[10]
- 1996: Cambio de piel[11]
- 1997: La Guzmán
- 1999: Algo natural[12]
- 2001: Soy[13]
- 2003: Alejandra Guzmán En Vivo
- 2004: Lipstick[14]
- 2006: Indeleble[15]
- 2007: Fuerza[60]
- 2009: Único[61]
- 2011: 20 Años de Éxitos en Vivo con Moderatto
- 2013: La Guzmán en Primera Fila
- 2015: A + no poder[62]
- 2017: Versus (con Gloria Trevi)
- 2017: Versus World Tour (con Gloria Trevi)
- 2019: La Guzmán Live At The Roxy

## Giras musicales
- 1991: Gira Eternamente Bella
- 1992: Tour Flor de Papel
- 1993-1994: Tour Libre
- 1995-1996: Tour Enorme
- 1997: Cambio de Piel Tour
- 1998: La Guzmán Tour
- 1999-2000: Algo Natural Tour
- 2002: Tour Soy
- 2004-2005: Tour Supersexitada
- 2006-2007: Tour Indeble
- 2008-2009: Fuerza Tour
- 2010: Único Tour
- 2011-2012: 20 Años de Éxitos Tour[63]
- 2013-2014: La Guzmán Primera Fila Tour[64]
- 2015: Rock Recargado Tour[65]
- 2016: A + No Poder Tour[66]
- 2017-2018: VERSUS Tour[67]
- 2019-2020: La Guzmán Tour[68]
- 2022: Perrísimas Tour
- 2022: Tuya Tour
- 2023: Reynisima Tour

- 2024 : Brilla tour